# Pandanus acicularis
Pandanus acicularis är en enhjärtbladig växtart som beskrevs av Harold St.John. Pandanus acicularis ingår i släktet Pandanus och familjen Pandanaceae. Inga underarter finns listade.